# Megacamelus
A Megacamelus az emlősök (Mammalia) osztályának párosujjú patások (Artiodactyla) rendjébe, ezen belül a tevefélék (Camelidae) családjába tartozó fosszilis nem.

## Leírása
A Megacamelus a miocén kor közepétől egészen a pliocén kor elejéig élt, körülbelül ezelőtt 10,3-4,9 millió évvel – 5,4 millió éven keresztül maradott fenn, ott ahol ma az észak-amerikai Nebraska, Idaho és Kalifornia déli része fekszenek.
Ezt az állatot, legelőször 1929-ben, Frick nevezte meg; 1998-ban Frick munkájára alapozva, Honey és társai tevefajnak ismerték el.
Miután el lett ismerve tevének, a Megacamelus lett az ismert valaha létező legnagyobb méretű teve.
M. Mendoza, C. M. Janis, és P. Palmqvist őslénykutatók, négy példánynak próbálták felbecsülni a testtömegét. Ezekre az adatokra jutottak:	
- 1. példány: 3695,7 kilogramm
- 2. példány: 3059,8 kilogramm
- 3. példány: 2246,8 kilogramm
- 4. példány: 1747,9 kilogramm[3]

## Rendszerezés
A nembe az alábbi 2 faj tartozik:
- Megacamelus fricki Frick, 1929
- Megacamelus merriami Frick, 1921 – szinonimái: Pliauchenia merriami, Titanotylopus merriami

## Fordítás
- Ez a szócikk részben vagy egészben  a   Megacamelus című angol Wikipédia-szócikk ezen változatának fordításán alapul.  Az eredeti cikk szerkesztőit annak laptörténete sorolja fel. Ez a jelzés csupán a megfogalmazás eredetét és a szerzői jogokat jelzi, nem szolgál a cikkben szereplő információk forrásmegjelöléseként.